# سلاحف النينجا 3 (فلم)
سلاحف النينجا الجزء الثالث، (بالإنجليزية:Teenage Mutant Ninja Turtles III) هو فيلم إثارة وحركة أمريكي، أنتج من قبل شركة نيولاين سينما الأمريكية بدعم من شركة كولومبيا تريستار التابعة لشركة كولومبيا بيكشر سنة 1993م.
تدور القصة حول مجموعة من محاربي الساموراي والذين يعودون إلى سنة 1603م وأحدهم يركب حصانا أسود، فيظهر السلاحف النينجا للتخلص من خطط الإمبراطور الشرس أودا نوبوناغا زعيم الساموراي.

## الممثلون
- إلياز كوتاس في دور كازاي جونز، المراهق الأمريكي.
- بايج تورغو في دور إبيريل أونيل المذيعة الأمريكية.
- ساب شيمونو في دور الإمبراطور الياباني أودا نوبوناغا.
- فيفين وا في دور ميتسو، أحد المواطنين اليابانيين.
- هاري هاياشي في دور كينشين، أحد أصدقاء اليابانيين.
- مارك كازو في دور ليوناردو، السلحفاة الذي يلبس اللون البنفسجي.
- مارك هيل في دور رفاييل، السلحفاة الذي يرتدي اللون الأحمر.
- جيم كابيسا في دور دوناتيلو، السلحفاة الذي يرتدي اللون الأزرق.
- دافيد فرايزر في دور مايكل أنجلو، السلحفاة الذي يرتدي اللون البرتقالي.
- جيمس موراي في دور سبلنتر، المعلم الذي يدرب السلاحف الأربعة.
- تفاريس مونو في دور يوشي.

## أجزاء الفيلم الأخرى
- سلاحف النينجا
- المستقنع السري

## وصلات خارجية
- Teenage Mutant Ninja Turtles III at the Official Ninja Turtles website.
- سلاحف النينجا 3 على موقع IMDb (الإنجليزية)
- سلاحف النينجا 3 على موقع ميتاكريتيك (الإنجليزية)
- سلاحف النينجا 3 على موقع روتن توميتوز (الإنجليزية)
- سلاحف النينجا 3 على موقع نتفليكس (الإنجليزية)
- سلاحف النينجا 3 على موقع قاعدة بيانات الأفلام العربية
- سلاحف النينجا 3 على موقع ألو سيني (الفرنسية)
- سلاحف النينجا 3 على موقع Turner Classic Movies (الإنجليزية)
- سلاحف النينجا 3 على موقع أول موفي (الإنجليزية)
- سلاحف النينجا 3 على موقع بوكس أوفيس موجو (الإنجليزية)
- سلاحف النينجا 3 على موقع فيلمافينيتي (الإسبانية)
- Teenage Mutant Ninja Turtles III at الطماطم الفاسدة
- Teenage Mutant Ninja Turtles III soundtrack information at the Official Ninja